# جاسم خلیف
جاسم خلیف (عربی: جاسم خليف وهاب السلامة؛ زادهٔ ۲۲ فوریهٔ ۱۹۹۸) بازیکن فوتبال اهل بحرین است.
وی همچنین در تیم‌های ملی فوتبال زیر ۲۳ سال بحرین و بحرین بازی کرده‌است.